# I.N.R.I. (album)
I.N.R.I. è l'album di debutto del gruppo musicale heavy metal Sarcófago, registrato e pubblicato nel 1987.

## Il disco
Nonostante i disaccordi da parte di molti, questo album è stato responsabile del successo a cui la band è andata incontro, ma soprattutto, è estremamente fondamentale per la nascita della seconda ondata del black metal, essendo stato considerato negli anni a venire uno dei dischi più importanti, se non più influenti, per il genere. È inoltre il primo disco nella storia della musica heavy metal in cui si fa uso del blast beat, ed è forse una delle maggiori fonti di ispirazione per moltissimi gruppi death metal. Numerose band hanno realizzato cover di brani di questo album.
Il disco è stato originariamente distribuito in audiocassetta, e successivamente registrato su Compact Disc. Dell'edizione in CD, sono uscite più edizioni con tre copertine differenti. Nella quarta ristampa sono state aggiunte ulteriori tracce.

## Lista tracce
1. "Satanic Lust" (Antichrist, Sarcófago) 	3:10
2. "Desecration of Virgin" (Antichrist, Sarcófago) 	1:59
3. "Nightmare" (Antichrist, Sarcófago) 	5:38
4. "I.N.R.I." (Antichrist, Sarcófago) 	2:07
5. "Christ's Death" (Antichrist, Sarcófago) 	3:37
6. "Satanas" (Antichrist, Sarcófago) 	2:05
7. "Ready to Fuck" (Antichrist, Sarcófago) 	3:27
8. "Deathrash" (Antichrist, Sarcófago) 	1:36
9. "The Last Slaughter" (Antichrist, Sarcófago) 	4:37
10. "Recrucify" (Antichrist, Sarcófago) 	2:29
11. "The Black Vomit" (Antichrist, Sarcófago) 	2:23
12. "Satanas" (Antichrist, Sarcófago) 	2:02
13. "Nightmare - Live Version" (Antichrist, Sarcófago) 	6:05
14. "The Black Vomit - Live Version" (Antichrist, Sarcófago) 	2:22
15. "Satanas - Live Version" (Antichrist, Sarcófago)